# Gino Bocchino
Gino Bocchino (Savona, 21 dicembre 1928 – Savona, 23 luglio 2013) è stato un batterista italiano.

## Biografia
Inizia i primi studi di batteria come autodidatta nel 1944.
Nel 1947 inizia l'attività di musicista jazz partecipando a jam session con musicisti liguri e con il quartetto di Armando Pareto di Genova.
Nel 1953 forma un proprio quartetto con musicisti locali: Lello Poggi, Renzo Monnanni, Vittorio Caccia esibendosi in concerti e rassegne nazionali.
Nello stesso anno ha partecipato alla "Leva dei Giovani Musicisti" e nel 1957 al "Gene Krupa Italiano" a Milano.
Negli anni '60 ha partecipato a trasmissioni RAI con il quartetto di Gianni Coscia.
Negli anni '70 e '80 free lance al Louisiana Jazz Club di Genova con Dani Lamberti-Flavio Crivelli Group.
Nel 1984 costituisce il Bop Jazz Quartet Savona con: Lello Poggi, Renzo Monnanni e Marco Del Piazzo.
Nel 1985 partecipa alla Coppa del Jazz organizzata dalla RAI-TV con il quintetto di Laura Fedele.
Dal 1987 al 1991 partecipa ad alcune trasmissioni radiofoniche di Europa Radio di Milano.
Ha suonato in concerti jazz con: Piero Angela, Gianni Basso, Luciano Biasutti, Roberto Bonati, Giampaolo Casati, Franco Cerri, Gianni Coscia, Flavio Crivelli, Sergio Fanni, Piero Leveratto, Cesare Marchini, Dino Mazzanti, Luciano Milanese, Dado Moroni, Larry Nocella, Armando Pareto, Dino Piana, Andrea Pozza, Fiorenzo Rizzone, Nunzio Rotondo, Pino Sallusti, Danila Satragno, Paolo Tomelleri, Riccardo Zegna, Aldo Zunino e con gli americani Ralph Sutton e Joe Newman.

## Vita privata
È stato sposato dal 1956 e ha avuto due figli.